# Сели Кларк
Сели Кларк (август 1964. - 15. март 2007.) је била енглеска адвокатица која је у новембру 1999. постала жртва погрешне пресуде када је проглашена кривом за убиство своја два сина.
Први син Сели Кларк је изненада умро у децембру 1996, неколико седмица од његовог рођења, а у јануару 1998. други је умро на сличан начин. Месец дана касније, она је ухапшена и суђено јој је за обе смрти. Тужилаштво се ослањало на статистичке податке који су били значајно погрешни и који је представљао педијатар професор Сер Рој Медоу, који је посведочио да је шанса да двоје деце из богате породице пати од синдрома изненадне смрти одојчади била 1 у 73 милиона. До ове бројке дошао је погрешно тако што је квадрирао 1 у 8500, јер је то вероватноћа смрти детета у сличним околностима. Краљевско статистичко друштво је касније изјавило да нема "статистичке основе" за Медоову тврдњу и изражава забринутост због "злоупотребе статистичких података у судовима".
Сели Кларк је осуђена у новембру 1999. године. Пресуде су потврђене у жалбеном поступку у октобру 2000. године, али су одбачене у другој жалби у јануару 2003. године, након што се показало да доктор Алан Вилијамс, форензички патолог тужилаштва који је прегледао обе њене бебе, није открио микробиолошке извештаје који сугеришу да је други од њених синова умро природним путем. Пуштена је из затвора након што је одслужила више од три године казне. Новинар Џофри Вансел назвао је Селино искуство "једним од великих пропуста правде у модерној британској правној историји". Као резултат њеног случаја, државни тужилац је наредио преиспитивање стотина других случајева, и пресуде две друге жене су  биле поништене. Селино искуство је изазвало озбиљне психичке проблеме. Она је умрла у свом дому у марту 2007. од тровања алкохолом.

## Осуда за убиство
Селин први син, Кристофер, рођен је 26. септембра 1996. Судски документи описују га као здраву бебу. Кларк је 13. децембра позвала хитну помоћ у породичну кућу. Беба је пала у несвест након што је стављена у кревет и касније је проглашена мртвом након што је превезена у болницу. Кларк је патила од постнаталне депресије и добијала је саветовање у психијатријској клиници, али се опоравила до времена када је њен други син, Хери, рођен три недеље прерано 29. новембра 1997. Међутим, он је такође пронађен мртав 26. јануара 1998, стар 8 недеља. У оба случаја, Кларк је била код куће сама са својом бебом и било је доказа о трауми, што је могло бити повезано са покушајима да се оживе.
Сели и њен супруг били су ухапшени 23. фебруара 1998. због сумње да су убили своју децу. По савету њених адвоката, она је два пута одбила да одговори на питања. Она је касније оптужена на две тачке оптужнице за убиство док је случај против њеног супруга одбачен. Сели је увек одбијала оптужбу и била је подржана од стране њеног мужа. У току судског поступка родила је трећег сина.
Сели је суђено у суду Честер Краун, пред судијом Харисоном и поротом. Тужилаштво, на чијем је челу био Робин Спенсер, било је контроверзно због учешћа педијатра професора Сер Рој Медоуа, бившег професора педијатрије на Универзитету у Лидсу, који је на суђењу Сели сведочио да је шанса да двоје деце из богатог породичног стана изненада умре била 1 у 73 милиона.
Доктор Алан Вилијамс је задржао резултате бактериолошких тестова од њеног другог детета који су показивали присуство бактерије Стафилококус ауреус на више места, укључујући његову церебро-спиналну течност. Током суђења, порота је конкретно питала да ли има било каквих тестова крви за ово дете. У његовим одговорима није успео да открије постојање ових резултата одбијених тестова.
Сели Кларк је осуђена пресудом од 10 према 2 гласа 9. новембра 1999. године и добила је казну доживотног затвора. Упркос признавању недостатака у статистичким доказима Медоуа, пресуде су потврђене у жалбеном поступку у октобру 2000. Она је била затворена у женском затвору, близу своје куће у Вилмслову, а затим и у женском затвору у Есексу. Природа њене осуде као убице детета, и њена позадина као адвоката и кћерке полицајца, учинила ју је метом за друге затворенике. Њен муж је напустио партнерство у адвокатској канцеларији у Манчестеру да ради као правни асистент, ближе затвору, продао је породичну кућу како би испунио законске рачуне са суђења и прве жалбе.

## Успешна друга жалба
Касније се дошло до сазнања да су микробиолошки тестови показали да је Хери имао колонију бактерије Стафилококус ауреус, што указује на то да је умро од природних узрока, али докази нису обелодањени одбрани. Овај ослобађајући доказ био је познат патологу тужилаштва, доктору Алану Вилијамсу, још од фебруара 1998. године, али се није делио с другим медицинским сведоцима, полицијом или адвокатима. Доказ је открио њен супруг из болничких евиденција које је добио од адвоката за развод Мерилин Стоув, која је пружала своје услуге бесплатно, јер је сматрала да "нешто није у реду у случају". Такође је постало јасније да су статистички докази представљени на Селино суђењу били озбиљно мањкави.
За своју другу жалбу извештај о медицинским доказима доставио је доктор Сем Гулино, истакнути судски патолог за тужилаштво у држави Флорида, САД. Оштро је коментирао лош квалитет рада патолога у овим случајевима:
"Током целог мог прегледа, био сам ужаснут због лошег начина на који су ти случајеви оцењени. Било је јасно да су здрави принципи напуштени у корист претераног поједностављења, претераног тумачења, искључивања релевантних података и, у неколико случајева, замишљање непостојећих налаза. "
Комисија за разматрање кривичних случајева вратила је њен предмет Апелационом суду, а њене осуђујуће пресуде су поништене у другој жалби у јануару 2003. године. Она је пуштена из затвора након што је одслужила више од три године казне.

### Статистички докази
Случај је широко критикован због начина на који су статистички докази погрешно представљени у првобитном суђењу, посебно од стране Медоуа. Он је у свом исказу навео као вештак да је "једна изненадна смрт одојчади у породици трагедија, два су сумњива и три су убиства ако се не докаже другачије" (Медоуов закон). Он је тврдио да је за богату породицу која не пуши, као што су Кларкови, вероватноћа смрти једног детета 1 у 8,543, тако да је вероватноћа за две смрти у једној породици била око "1 у 73 милиона" (8543 * 8543).  С обзиром да у Британији сваке године има око 700.000 новорођене деце, Медоу је тврдио да би се очекивала двострука смрт у породици једном у сваких сто година.
У октобру 2001. године, Краљевско статистичко друштво објавило је јавно саопштење у којем је изразило забринутост због "злоупотребе статистике у судовима". Истакнуто је да "нема статистичке основе" за цифру "1 у 73 милиона". У јануару 2002, Друштво је писало Лорду канцелару, указујући да је "прорачун који води до 1 у 73 милиона неважећи". Постоји неколико разлога зашто је то случај.
Прво, израчунавање Меадов-а се заснивало на претпоставци да су две смрти СИДС-а у истој породици независне. РСС тврди да "постоје веома јаки разлози за претпоставку да је претпоставка лажна. Можда постоје непознати генетски или околишни фактори који предиспонирају породице СИДС-у, тако да други случај у породици постаје много вјероватнији него што би био случај. у другој, наизглед сличној породици. " Тужилаштво није пружило никакве доказе у прилог својој различитој претпоставци. У чланку из Педијатријске и перинаталне епидемиологије из 2004. године, професор математике Раи Хилл са Салфорд универзитета закључио је, користећи опсежне СИДС статистике за Енглеску, да се "након прве смртоносне смрти шансе за секунду увелике повећавају", фактором зависности између 5 и 10.
Друго, вероватно је да је суд починио статистичку грешку познату као "тужилачка заблуда". Многи новински извештаји о суђењу обавестили су да је "1 у 73 милиона" бројка вероватноћа да је Сели невина. Међутим, чак и да је бројка "1 у 73 милиона" била валидна, то не би требало тумачити као вероватноћу Селине невиности. Да би се израчунала вероватноћа Селине невиности, порота је морала да процени релативну вероватноћу два конкурентна објашњења за смрт деце. Другим речима, убиство није било једино алтернативно објашњење за смрт на начин на који се могло закључити из потврђене вероватноће двоструке изненадне смрти одојчади. Иако је двострука изненадна смрт веома ретка, вероватно је да ће двоструко убиство детета бити још ређе, тако да је вероватноћа Селине невиности била прилично висока. Хил је израчунао изгледе за двоструке изненадне смрти и за двоструко убиство између 4,5: 1 и 9: 1.
Хил подиже трећи приговор на бројку "1 на 73 милиона": вероватноћа да дете умре од изненадне смрти је 1 у 1.300, а не 1 на 8.500. Медоу је стигао до броја 1 у 8500 узимајући у обзир три кључне карактеристике које поседује породица Кларк, а све то чини мање вероватним изненадну смрт. Хилл такође тврди:
Када је мајка детета које је изненадно умрло оптужена за убиство, тужилаштво понекад користи тактику као што је следећа. Ако су родитељи имућни, у стабилној вези и непушењу, тужилаштво ће тврдити да су шансе да је смрт природна увелико смањене, те да су шансе да смрт буде убиство увелико повећане. Али ова импликација је потпуно погрешна, јер исти фактори који чине породицу ниским ризиком за изненадну смрт такође чине низак ризик за убиство.
Током друге жалбе, суд је приметио да су Медоуови прорачуни били подложни одређеном броју квалификација, али "ниједна од ових квалификација није била упућена од стране професора Медоуа у његовом сведочењу пороти и тако би наслови од 1 у 73 милиона да били би највише у глави пороте “. Жалбени суд је закључио да "докази никада није требало да буду пред поротом на начин на који је то било када су разматрали своје пресуде".

## Последице
Селино ослобађање у јануару 2003. године навело је државног тужиоца да наложи преглед стотина других случајева. Две друге жене које су осуђене за убиство своје деце, Дона Ентони и Ангела Кенингс, осуде су им преиначене и пуштене су из затвора. Трупти Пател, који је такође оптужен за убиство своје троје деце, ослобођен је у јуну 2003. године. У сваком од ових случаја Рој Медоу је сведочио.
Општа медицинска комисија је 2005. године уклонила Медоуа из медицинског регистра због озбиљног професионалног прекршаја. Он је враћен у службу 2006. године након што је уложио жалбу, а суд је одлучио да је његово поступање у суду представљало недолично понашање, али није било довољно озбиљно да би се могао одстранити.

## Смрт
Природа незаконите осуде Сали Кларк као убице детета, као и њен статус адвоката и ћерке полицајца, учинила ју је метом за друге затворенике. Према њеној породици, Сели није била у стању да се опорави од последица своје осуде и затворске казне. Након пуштања на слободу, њен муж је рекао да "никада више неће бити добро". У каснијој истрази је речено да јој је дијагностикован низ озбиљних психичких проблема, "ти проблеми укључују трајну промену личности након катастрофалног искуства, дуготрајну реакцију туге и синдром зависности од алкохола". Сели је пронађена мртва у свом дому 16. марта 2007. Првобитно се мислило да је умрла природним путем, али је истрага закључила да је умрла од акутне алкохолне интоксикације.